# 韋康
韋康（1？—213年），字元將，京兆杜陵人，東漢末年官员，是獲得荀彧向曹操的推舉的人物之一，京兆韋氏家族成員。

## 生平
韋康本任郡主簿。建安十二年（207年），父亲韋端從涼州牧徵為太僕，韋康代為涼州刺史，當時人榮之。

### 冀城被杀
建安十七年（212年），马超退走凉州后复集羌胡之众攻陇上诸县，群县响应，唯凉州州治冀城坚守，张鲁也派遣将杨昂帮助马超。
建安十八年（213年），馬超率军圍困涼州刺史韋康於冀城（今甘肃省甘谷县），史称冀城之围。韋康素仁，堅守歷時，愍吏民傷殘，欲與馬超結和。趙昂諫不聽，回家將此事告訴妻子王異，異曰：「君有爭臣，大夫有專利之義；專不為非也。焉知救兵不到關隴哉？當共勉卒高勳，全節致死，不可從也。」比趙昂還，夏侯淵救韋康未到。围城期间，韋康派遣凉州别驾阎温突围救援，但是被马超军所擒。
韋康被圍八個多月後，決心與馬超講和，不肯聽從楊阜的勸諫，在開城出降後，馬超遂背約命令杨昂将其殺害。韋康素有仁德，凉州人在得知他的死讯后莫不凄然愤慨。

## 轶事
趙岐《三輔決錄》記載「韋元將年十五，身長八尺五寸」。孔融曾在書信中讚譽他「雅度弘毅，偉世之器」（度量寬宏，意志堅強的當世偉傑）。

## 家庭

### 父亲
- 韦端，东汉太仆

### 弟
- 韋誕，曹魏光禄大夫

### 玄孙
- 韦昶，东晋颍川郡太守